# Jean-Pierre Vincent
Jean-Pierre Vincent (* 26. März 1942 in Juvisy-sur-Orge; † 5. November 2020 in Mallemort) war ein französischer Theaterregisseur und Theaterleiter. Er galt als einer der prägendsten Köpfe der französischen Theaterszene, da er mehrere Staatstheater dort leitete und reformierte.

## Leben
Erste Schritte in der Welt des Theaters machte Vincent zusammen mit Patrice Chéreau im Schülertheater des Lycée Louis-le-Grand. Aufsehen erregte er 1966 mit einer Inszenierung von Eugène Labiches Komödie Die Affäre in der Rue de Lourcine. Daraufhin wurde er an das gerade gegründete Theater von Sartrouville geholt, das aber nach nur einjähriger Spielzeit wegen Überschuldung geschlossen wurde. Bei einem Brecht-Kollegium in Grenoble begegnete er Jean Jourdheuil. Damit begann eine siebenjährige enge und erfolgreiche Zusammenarbeit.
Mit demonstrativ sozialkritischer Absicht unter Betonung komischer Aspekte inszenierten sie gemeinsam und gründeten 1974 das Théâtre de l’Espérance. Als Vincent 1975 Intendant des Théâtre national de Strasbourg wurde, kam es zur Trennung von Jourdheuil, der sich nicht in das institutionalisierte Theater einbinden lassen wollte. In achtjähriger Tätigkeit machte Vincent das Straßburger Theater mit Hilfe einer von ihm initiierten Schauspielschule zu einer der wichtigsten französischsprachigen Bühnen außerhalb von Paris. 
1983 wurde er von Kulturminister Jack Lang zum Administrator der Comédie-Française ernannt. Er reformierte die als Maison de Moliere etablierte Spielstätte, indem er sie für das zeitgenössische Drama öffnete. Nach dreijähriger Leitung der Comédie-Française erneuerte er seinen Vertrag nicht, sondern arbeitete lieber als unabhängiger Regisseur. 1990 übernahm er die Leitung des Théâtre des Amandiers in Nanterre, wo er elf Jahre blieb. Viele programmatische Experimente dieser Zeit gipfelten in dem nach Karl Marx benannten Stück Karl Marx, einer Bühnenfassung von Das Kapital. Ab 2002 arbeitete Vincent wieder als freier Regisseur.
In Interviews betonte er den „Primat des Künstlerischen“ und wandte sich gegen die behördlichen Zwänge des institutionalisierten Theaters, auch wenn diese im Interesse der Künstler gedacht sind wie die gesetzliche Einführung der 35-Stunden-Woche und besondere Regelungen zur Nachtarbeit. Er unterrichtete an mehreren französischen Schauspielschulen. Vincent war ein Brückenbauer zur deutschsprachigen Dramatik, inszenierte Bert Brecht, Georg Büchners Woyzeck mit Daniel Auteuil in der Hauptrolle, Thomas Bernhards Theatermacher. Er blieb immer offen für das befreiende, erkenntnisstiftende Lachen.
Anfang November 2020 starb Vincent während der COVID-19-Pandemie in Frankreich im Alter von 78 Jahren an den Folgen einer SARS-CoV-2-Infektion.